# Laxtjärnen (Arvidsjaurs socken, Lappland)
Laxtjärnen är en sjö i Arvidsjaurs kommun i Lappland och ingår i Piteälvens huvudavrinningsområde.